# Wolfgang Hoßbach
Wolfgang Hoßbach (* 1936 in Glossen, Sachsen) ist ein deutscher Kommunalpolitiker der Sozialdemokratischen Partei Deutschlands. Am 28. Mai 1990 wurde er als Lehrer der erste frei gewählte Landrat des Landkreises Quedlinburg nach der Wende. Nach nur 16 Tagen legte er aufgrund veränderter Mehrheitsverhältnisse dieses Amt nieder. Von 1990 bis 2004 war Hoßbach Bürgermeister der Gemeinde Straßberg (Harz).
In seiner Freizeit engagiert er sich aktiv für den Montanverein Ostharz e.V. und das Bergwerksmuseum Grube Glasebach.